# Tingidoletes praelonga
Tingidoletes praelonga är en tvåvingeart som beskrevs av Scarbrough 2008. Tingidoletes praelonga ingår i släktet Tingidoletes och familjen gallmyggor. Inga underarter finns listade i Catalogue of Life.